# Borgo San Giacomo
Borgo San Giacomo is een gemeente in de Italiaanse provincie Brescia (regio Lombardije) en telt 4983 inwoners (31-12-2004). De oppervlakte bedraagt 29,4 km², de bevolkingsdichtheid is 159 inwoners per km².
De volgende frazioni maken deel uit van de gemeente: Acqualunga, Padernello, Farfengo, Motella.

## Demografie
Borgo San Giacomo telt ongeveer 1868 huishoudens. Het aantal inwoners steeg in de periode 1991-2001 met 6,2% volgens cijfers uit de tienjaarlijkse volkstellingen van ISTAT.
| Jaar | Inwoneraantal |
| ---- | ------------- |
| 1991 | 4333          |
| 2001 | 4603          |

## Geografie
De gemeente ligt op ongeveer 74 m boven zeeniveau.
Borgo San Giacomo grenst aan de volgende gemeenten: Azzanello (CR), Castelvisconti (CR), Orzinuovi, Quinzano d'Oglio, San Paolo, Verolanuova, Verolavecchia, Villachiara.